# جوهور کورپوریشن
جوهور کورپوریشن (انگلیسی: Johor Corporation) شرکت خوشه‌ای مالزیایی است، که در سال ۱۹۶۸ تأسیس شد.